# Valdanzo
Valdanzo es una localidad española del municipio de Langa de Duero, perteneciente a la provincia de Soria, en la comunidad autónoma de Castilla y León. Está ubicada en la comarca de las Tierras del Burgo.

## Geografía
El pueblo se alza sobre una loma bajo la que discurre el río Valdanzo, afluente del río Duero que baña sus términos de este a oeste.

## Historia
El origen de Valdanzo se halla en la antigua villa romana de la que se conservan sus restos arqueológicos, entre los que destacan sus cuatro mosaicos. En los alrededores se encuentra el yacimiento arqueológico de San Pedro de Valdanzo, donde los trabajos realizados en 1976 permitieron salvar tres mosaicos completos y uno incompleto, pertenecientes a un centro rural de entre los siglos II y III y una construcción señorial de entre los siglos IV y V.
Con reconocimiento jerárquico de villa desde la antigüedad, posee siete fuentes repartidas por todo el casco urbano.
Sebastián Miñano lo describe a principios del siglo XIX como lugar de señorío en la provincia de Burgos, partido de Aranda de Duero, Comunidad de Villa y Tierra de Ayllón, obispado de Osma, con alcalde ordinario, 65 vecinos, 263 habitantes; una parroquia que tiene por aneja la de Valdanzuelo.
A la caída del Antiguo Régimen la localidad se constituyó en municipio constitucional en la región de Castilla la Vieja que en el censo de 1842 contaba con 56 hogares y 200 vecinos. Entre el censo de 1857 y el anterior creció el término del municipio al incorporar a Valdanzuelo.
A mediados del siglo XIX, el lugar tenía contabilizadas 60 casas. Aparece descrito en el decimoquinto volumen del Diccionario geográfico-estadístico-histórico de España y sus posesiones de Ultramar de Pascual Madoz de la siguiente manera:

VALDANZO: l. con ayunt. que lo forma con Valdanzuelo, en la prov. de Soria (14 leg.), part. jud. del Burgo (4),aud. terr. y c. g. de Búrgos (22), dióc. de Osma (4): sit. en un valle, y combatido de los vientos N. y O.; su clima es frio, pero sano: tiene 60 casas; la consistorial, que sirve de cárcel; escuela de instrucion primaria frecuentada por 20 alumnos de ambos sexos, á cargo de un maestro dotado con 24 fan. de trigo; una fuente de buenas aguas; una igl. parr. (Sta. Maria) servida por un cura y un sacristan. Confina el térm. con los de Langa, Valdanzuelo, Miño y Castrillejo de Robledo; dentro de él se encuentran varias fuentes de buenas aguas, y una ermita (el Humilladero): el terreno, bañado por un arroyuelo, es de mediana calidad; comprende dos montes de encina y roble; una deh. y varios prados de heno. caminos: los locales, transitables para carros, en buen estado. correo: se recibe y despacha en Ayllon. prod.: trigo, centeno, cebada, avena, vino, leñas de combustible y buenos pastos, con los que se mantiene ganado lanar, cabrío, vacuno y de cerda; hay caza de liebres y perdices. ind.: la agrícola y recriacion de ganados. comercio: esportacion del sobrante de frutos y ganados, é importación de los art. que faltan: pobl.: 51 vec. 200 alm. cap. imp.: 54,650 rs. 10 mrs.
(Madoz, 1849, p. 265)

Entre los censos de 1960 y 1970 el municipio contaba con 127 hogares y 577 habitantes. El municipio desapareció en 1967, al fusionarse con los de Langa de Duero, Alcozar, Zayas de Torre y Bocigas de Perales.

## Demografía
| Gráfica de evolución demográfica de Valdanzo entre 1842 y 1960 |
| |
| Población de derecho según los censos de población del INE Población de hecho según los censos de población del INEEntre el censo de 1857 y el anterior, crece el término del municipio porque incorpora a 425119 (Valdanzuelo) Entre el censo de 1970 y el anterior, este municipio desaparece porque se integra en el municipio 42103 (Langa de Duero) |

En el año 1981 contaba con 107 habitantes, concentrados en el núcleo principal, pasando a 55 en 2010, 34 varones y 21 mujeres.
| Gráfica de evolución demográfica de Valdanzo entre 2000 y 2010                                   |
|                                                                                                  |
| Población de derecho (2000-2010) según los censos de población del INE a 1 de enero de cada año. |